# Trichamathina
Trichamathina is een geslacht van weekdieren uit de klasse van de Gastropoda (slakken). 

## Soorten
- Trichamathina buccinula (Golikov in Golikov & Scarlato, 1967)
- Trichamathina nobilis (A. Adams, 1867)